# Biarum auraniticum
Biarum auraniticum là một loài thực vật có hoa trong họ Ráy (Araceae). Loài này được Mouterde mô tả khoa học đầu tiên năm 1966.